# Muntura Leica S
La muntura d'objectiu Leica S, presentada el 2008 a Photokina, està dissenyada pel seu ús amb càmeres reflex digitals de mig format, com la Leica S2, la primera de la sèrie. La comercialització d'aquest model va començar el 2009.
La muntura té una distància de brida de 53mm i un diàmetre intern de 66.5mm.
Totes les càmeres de la sèrie utilitzen un sensor d'imatge de 30 x 45mm i compten amb un factor de multiplicació de 0.80x. Relació entre la diagonal del marc de referència (format de 35 mm) i la diagonal del sensor d'imatge en qüestió (Leica S):{\displaystyle {\dfrac {\sqrt {(24mm)^{2}+(36mm)^{2}}}{\sqrt {(30mm)^{2}+(45mm)^{2}}}}\ =0.80}

## Esquema de noms de les càmeres amb muntura S

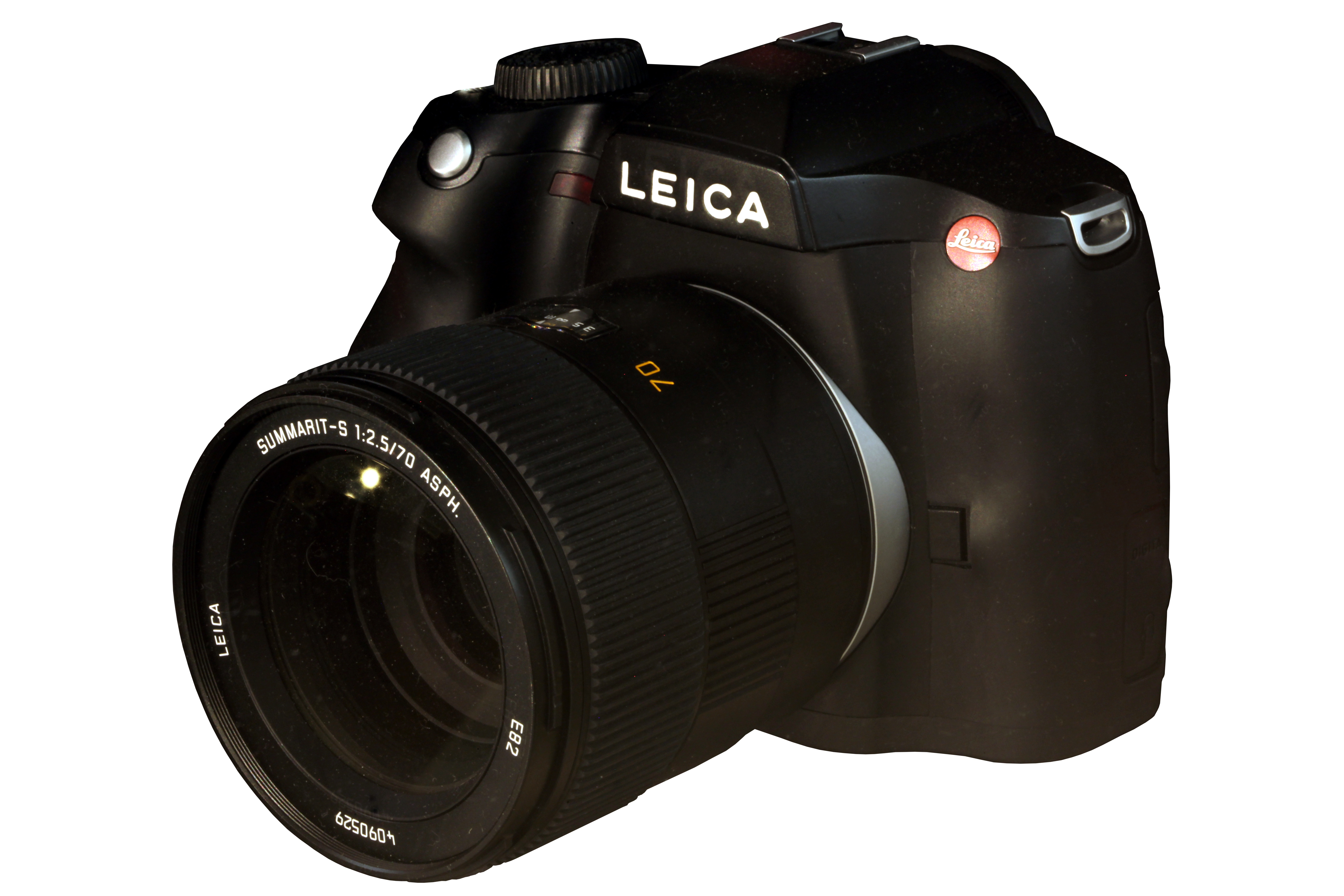
Leica S2 + Summarit-S 70mm f/2.5 ASPH

| Model               | Any  | Mpx      |
| ------------------- | ---- | -------- |
| Leica S2            | 2008 | 37,5 Mpx |
| Leica S (Typ 006)   | 2012 | 37,5 Mpx |
| Leica S (Typ 007)   | 2014 | 37,5 Mpx |
| Leica S-E (Typ 006) | 2014 | 37,5 Mpx |
| Leica S3            | 2020 | 64 Mpx   |

## Sigles
Igual que tots els altres fabricants d'objectius, Leica també usa un conjunt de sigles per a designar aspectes bàsics de cada objectiu, per a indicar des de quina mena de cos és l'ideal per a muntar-ho fins a característiques de fabricació.
- APO: Incorpora lents especials de baixa dispersió per a corregir aberracions cromàtiques
- ASPH: Incorpora lents especials de superfície no esfèrica
- CS (Central Shutter): Obturador central (o de làmines)[13]
- Elmar: Objectiu amb un diafragma inferior a f/4 fins a f/2.8
- Elmarit: Objectiu amb un diafragma f/2.8
- Summarit: Objectiu amb un diafragma f/2.4 o f/2.5
- Summicron: Objectiu amb un diafragma f/2
- TS: Objectiu amb control de la perspectiva (descentrable)[14]
- Vario: Objectiu amb zoom òptic

## Objectius
Amb la sortida al mercat de la Leica S2, van sortir diversos objectius amb una nova versió, la qual inclou un obturador de fulles múltiples integrat ("Central Shutter", o CS), a més de l'obturador del pla focal al cos de la càmera, per permetre així velocitats de sincronització de flaix més altes. Aquests objectius són els: 30mm, 35mm, 45mm, 70mm, 120mm i 180mm.

### Fixos
| Distància focal | Obertura | Any  | Distància mínima d'enfoc | Diametre de filtre |
| --------------- | -------- | ---- | ------------------------ | ------------------ |
| 24mm            | 3.5      | 2012 | 0.40m                    | 95mm               |
| 30mm            | 2.8      | 2011 | 0.50m                    | 72mm               |
| 35mm            | 2.5      | 2010 | 0.55m                    | 72mm               |
| 45mm            | 2.8      | 2013 | 0.60m                    | 82mm               |
| 70mm            | 2.5      | 2009 | 0.50m                    | 72mm               |
| 100mm           | 2.0      | 2014 | 0.70m                    | 82mm               |
| 120mm           | 5.6      | 2012 | 0.95m                    | 95mm               |
| 120mm           | 2.5      | 2010 | 0.57m                    | 72mm               |
| 180mm           | 3.5      | 2009 | 1.50m                    | 72mm               |

### Zoom
| Distància focal | Obertura | Any  | Distància mínima d'enfoc | Diametre de filtre |
| --------------- | -------- | ---- | ------------------------ | ------------------ |
| 30-90mm         | 3.5-5.6  | 2012 | 0.65m                    | 95mm               |

### Extensors
- Elpro-S 180: Lent dissenyada específicament per l'objectiu Leica APO-Elmar-S 180 mm f/3.5. Redueix la distància mínima d'enfocament a 1,1m i augmenta la relació de reproducció màxima de la lent d'1:7 a 1:4,5.[24]

## Adaptadors
Gràcies a l'obturador del pla focal de la càmera, altres lents de format mitjà es poden utilitzar mitjançant adaptadors, com les Hasselblad H i les Contax 645 fins i tot sense restriccions funcionals, inclòs l'enfocament automàtic.
- Leica S-adapter V: Permet utilitzar objectius de Hasselblad amb muntura V, a càmeres amb muntura S. Aquest no transfereix dades entre la càmera i l'objectiu.[25]
- Leica S-adapter H: Permet utilitzar objectius de Hasselblad amb muntura H, a càmeres amb muntura S. Es poden utilitzar totes les funcions dels objectius, com l'enfocament automàtic, obturador central i diafragma automàtic.[26]
- Leica S-Adapter C: Permet utilitzar objectius de Contax amb muntura 645, a càmeres amb muntura S. Es poden utilitzar totes les funcions dels objectius, com l'enfocament automàtic i el diafragma automàtic.[27]
- Leica S-adapter M645: Permet utilitzar objectius de Mamiya amb muntura 645, a càmeres amb muntura S. Aquest no transfereix dades entre la càmera i l'objectiu.[28]
- Leica S-adapter P67: Permet utilitzar objectius de Pentax amb muntura 67, a càmeres amb muntura S. Aquest no transfereix dades entre la càmera i l'objectiu.[29]